# Harhoura
Harhoura (arabiska: الهرهورة) är en stad i Marocko. Den ligger i prefekturen Skhirate-Témara och regionen Rabat-Salé-Kénitra, omedelbart sydväst om huvudstaden Rabat. Antalet invånare var 15 361 vid folkräkningen 2014.